# Angel Face (coquetel)
O angel face é um coquetel feito com gim, apricot brandy e Calvados em quantidades iguais. Apricot brandy, apesar do nome, é um licor de damasco. O coquetel é classificado como um "inesquecível" pela International Bartenders Association (IBA). A bebida, em sua forma padrão, tem a tonalidade dourada e deve ser servida gelada, mas sem gelo, em uma taça de coquetel. Convencionalmente, a bebida é guarnecida por uma fatia de maçã.

## História
A primeira publicação com a receita para o coquetel apareceu no livro The Savoy Cocktail Book compilado por Harry Craddock in 1930.
Presumivelmente, o coquetel recebeu o nome em homenagem ao gangster Abe Kaminsky, apelidado de Angelic Lichiko, membro da Purple Gang, que operava em Detroit na época da lei seca nos Estados Unidos.

## Modo de preparo
Segundo a IBA, o coquetel é convencionalmente pode ser servido a qualquer hora e é composto de
- 30 ml de Calvados,
- 30 ml de gim,
- 30 ml de Apricot brandy.

Para preparar o coquetel, deve-se misturar os ingredientes em uma coqueteleira com gelo, coar, servir num copo de coquetel

## Ligações Externas
- Livro de Receitas Wikibook